# Baross Gábor (politikus)
Bellusi Baross Gábor, teljes nevén Baross Gábor János Jusztin (Pruzsina, 1848. június 6. – Budapest, 1892. május 9.) magyar politikus, a korszerű magyar kereskedelem és közlekedés megalapítója. A dualizmus korának kiemelkedő gazdaság- és közlekedéspolitikusa. A vasútügy fejlesztése terén elért eredményei miatt „vasminiszternek” nevezték, kora Széchenyi István közlekedéspolitikai eszméinek megvalósítóját tisztelte benne.

## Életpályája
Édesapja bellusi Baross Antal (1819–1894), járásbíró, édesanyja szentmiklósi és óvári Pongrác Natália Mária Teodóra (1825–1916) volt. Középiskolai tanulmányait Léván, a piarista gimnáziumban (1857–1861) és Esztergomban, a bencés gimnáziumban (1861–1865) végezte.
Pesti egyetemi évei után Trencsénben megyei tisztviselő. 1875-ben a puhói kerület képviselőjeként szabadelvű országgyűlési képviselő, 1883-tól közlekedési államtitkár, 1886-tól 1889-ig közmunka- és közlekedésügyi miniszter, majd ezt követően haláláig kereskedelemügyi miniszter volt.

## Személyisége
A rendkívüli munkabírású, tekintélykövetelő, önmagát és környezetét sem kímélő Baross Gáborral hivatali beosztottjai nem tudtak lépést tartani. Különösen államtitkári működése első éveit jellemezte, hogy beosztottjait leforrázta, kioktatta. A visszaemlékezések szerint Baross indokolatlanul éles hangot használt, olykor brutális stílust engedett meg magának. A politikus összehasonlíthatatlanul több időt szánt az aktákra, mint a hivatalnokok. Értekezletei előtt a résztvevők külön munkamegbeszéléseket tartottak, azért, hogy ne a miniszter előtt derüljenek ki a figyelmetlenségek, hibák, vagy mulasztások. Baross miniszteri felelősségét igen széleskörűen értelmezte. Felfogása szerint a miniszteri intézkedéseket nem az apparátusnak kell meghoznia a miniszter nevében, hanem fordítva: azoknak a miniszter akaratából kell létrejönniük. Mindez azt jelentette, hogy a tárca intézkedéseiért az elismerés és a támadás is a minisztert illette meg. Intézkedéseit az ellenzéki pártok nem támadták. Az 1880-as évek vége felé Baross környezetében már csak olyan emberek dolgoztak, akik tudták a tempót tartani felettesükkel. Ezek az emberek lettek a következő évtizedek legnagyobb befolyású szakemberei.
Beszédeiben gyakran emlegette, hogy lépéseit a hazája iránti szeretet irányítja, a közjó szolgálata. Életművét már a kortársai is Széchenyi alkotásaihoz hasonlították.

## Munkássága
Baross Gábor a nemzeti gazdaságpolitikának rendelte alá közlekedéspolitikáját. Legjelentősebb reformja a vasúti személyszállításban az ún. zónatarifa-rendszer bevezetése volt, amely a sok vasúttársaság díjszabásait egységesítette, és a távoli utazásokat olcsóbbá tette. A vasúti áruszállítás tarifarendszerének átalakításával a magyar mezőgazdaság versenyképességét, az ipar és a kereskedelem szempontjait tartotta szem előtt, akár a vasút jövedelmezőségének kárára is. Mindebben eszközül használhatta a magyar vasúti rendszerben egyre nagyobb szerepet játszó MÁV-ot. Legnépszerűbb intézkedése az új vasúti személyszállítási díjszabás (zónatarifa) 1889-es bevezetése volt.
Közlekedéspolitikusként célja volt a víziközlekedés fejlesztése, a fiumei kikötő kiépítése és az Al-Duna hajózhatóvá tétele. A Vaskapu csatorna megnyitását (1896) már nem érte meg, de a beruházás elindítása az ő érdeme.
Gazdaságpolitikusként az ipari szakoktatás fejlesztése fűződik a nevéhez, a posta és a távírda egyesítése, a Budapest-Bécs közötti telefonkapcsolat kiépítése, a Postatakarékpénztár megalapítása.
Vágvölgyi Lap címen lapot alapított 1874-ben, amely a közéleti tisztaság védelmével és a Szabadelvű Párt programjainak elkötelezett támogatásával vált ismertté. Eközben segédkezett a trencséni nőegylet létrehozásában, sőt, dalárdát is szervezett. Megoldotta a trencséni gimnázium szegényebb diákjainak ingyenes étkeztetését.
1875-ben, az Illava-puchói kerületben országgyűlési képviselővé választották. A képviselőházban rövid idő alatt pártja vezérszónokává lépett elő, akire a legkényesebb, legnehezebb ügyek előadását bízták. 1878-ban az országgyűlés jegyzőjévé választották meg. 1882-ben Tisza Kálmán miniszterelnök felfigyelt a fiatal képviselőre, és nyugat-európai tanulmányútra küldte. Bejárta az 1871-ben egyesült birodalmi Németországot, Franciaországot és Belgiumot, tanulmányozta a közigazgatási bíróságokat és az ottani politikai viszonyokat. Szüleihez írt leveleiből ismerhetjük meg emberi tulajdonságait, ragaszkodását családjához, szülőföldjéhez. Minden kezdeményezést támogatott, amely a Felvidék gazdasági és kulturális felemelkedését szolgálta, így részt vett a Felvidéki Magyar Közművelődési Egyesület megalapításában és munkájában. Általános meglepetést keltett 1883. április 10-én történt államtitkári kinevezése a Közmunka-és Közlekedésügyi Minisztériumba.

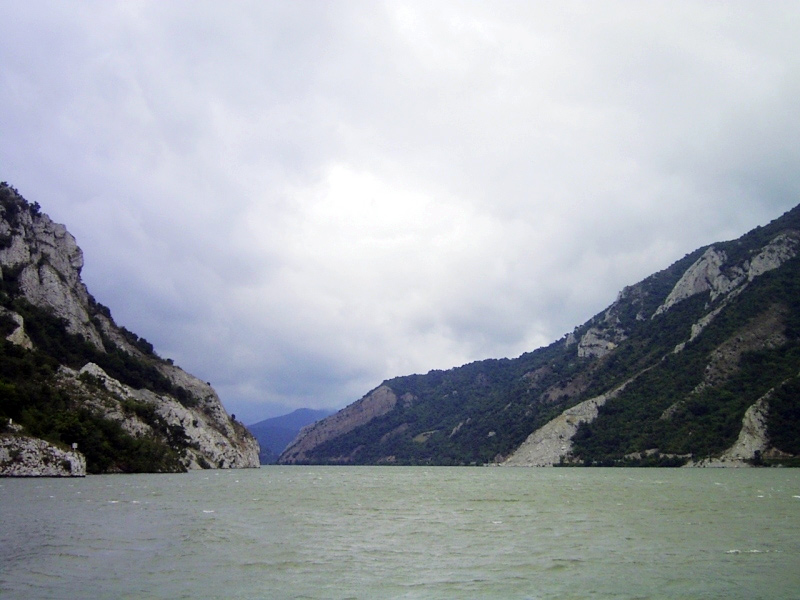
A Vaskapu-szoros

Baross Gábor élete legnagyobb feladatának azonban a Vaskapu szabályozását tekintette. A német vámháború miatt a Monarchiának Németország elkerülésére az Alpok hegyláncain keresztül Svájc felé meg kellett építenie az arlbergi vasútvonalat. Ez a munka Ausztriára hárult, így egyedül Magyarországnak kellett megoldania az Al-Duna szabályozásának feladatát, amelyet a berlini konferencián (1878) a Monarchiára kiosztottak. Baross gyakori személyes jelenlétével biztosította a munkálatok menetét, de szükség is volt minden energiájára és szervezőképességére, hiszen ez volt az évszázad egyik legjelentősebb belvízi hajózást segítő európai beruházása. Jelentőségét az adta meg, hogy elkészülte után született meg az egységes dunai hajózóútvonal. A „vasminiszter” ezt azonban már nem érhette meg.
A közlekedésen kívül a posta területén is látványos eredményeket ért el. 1886-ban megalapította a postatakarékpénztár intézményét, amelynek révén 1892-re már 3916 település postáján működött banki szolgáltatás. 1887-ben egyesítette a Postát a Távírdával. Az 1888-ban megkötött osztrák–magyar postai egyezmény teljes önállóságot biztosított a Magyar Királyi Postának. Még ebben az évben megalapította a Postatisztképzőt, megteremtette a modern hírközlés jogi és szervezeti kereteit. 1890-ben Budapest és Bécs között átadták az első telefonvonalat. A Posta szolgáltatásai jelentősen bővültek minisztersége idején. Nemzetközi hírlap előfizetési szolgáltatás, pontos zónaidő, meteorológiai előrejelzés, vízállásjelentés került bevezetésre ingyenesen a távírókon. Ingyenes lett a levélküldemények, táviratok, pénzesutalványok házhoz kézbesítése.
1889-ben kereskedelemügyi miniszter lett. Ezzel felügyelete alá kerültek az ipari, a kereskedelmi, a vám, a tengerészeti és a szabadalmi ügyek, továbbá az Országos Magyar Királyi Statisztikai Hivatal. Iparbankot hozott létre, majd 1890-ben bevezettette az áruvédjegyet[forrás?]. Új kereskedelmi és iparkamarák alapítását segítette, Szeged, Marosvásárhely, Nagybánya, Győr és Besztercebánya ekkor kapott új kamarát.
A hazai ipar védelme és fejlesztése érdekében elsőként dolgozott ki rendeleteket a közszállításokra. Első rendelete 1887-ben jelent meg, ez a vasúti munkálatok, illetve szállítások terén szabályozta az állami beszerzések módját és feltételeit. Továbbfejlesztett második rendeletét a halála után, 1893-ban hirdették ki, és 1907-ig, a Közszállítási szabályzat megalkotásáig ez tartalmazta minden közmunka és közszállítás „vállalatba adásának” a szabályait.
Az állami megrendelések biztosításával új vállalatok és új iparágak megteremtését segítette elő. Közel 100 gyár alapítását, illetve működését támogatta, nevéhez fűződik többek között a magyar gumiipar megteremtése is. A Magyar Ruggyantaárugyár, a Taurus elődjének tulajdonosa Barosstól olyan ígéretet kapott, hogy három évig a MÁV minden gumiigényét a gyártól vásárolja, ha azt Magyarországon állítja elő. A szakképzés szintén érdeklődési körének központjába tartozott. Több mint félszáz iskolát alapítottak tevékenységének köszönhetően. Létrehozta a Kereskedelmi Múzeumot, amely kezdetben mintaraktárként működött, szolgálva a hazai termékek népszerűsítését, a piacorientált termelést.
Perspektivikus céljai, tenni akarása, hazaszeretete, szolgálni tudása, mai szóhasználattal menedzser szemlélete a jelenkor emberének is tanulsággal szolgál. Életrajzírója, Petrasovics László 1892-ben megjelent könyvében tömören jellemzi Baross Gábor politikusi, képviselői tevékenységét: „Nem kicsinyes pártpolitikai, vagy önző célokért való küzdésben látta ő a képviselői kötelességek teljesítését, hanem abban a törekvésben, mely mindenben a nemzetnek akar hasznára válni.” 
Még nem volt 44 éves, amikor 1892. május 9-én megfeszített munkatempója és tenni akarása felőrölte szervezetét. A magyar állam által építtetett mauzóleumban nyugszik Klobusicon, Illava mellett a Vág völgyében. A síremléket Berczik Gyula tervezte.

## Emlékezete

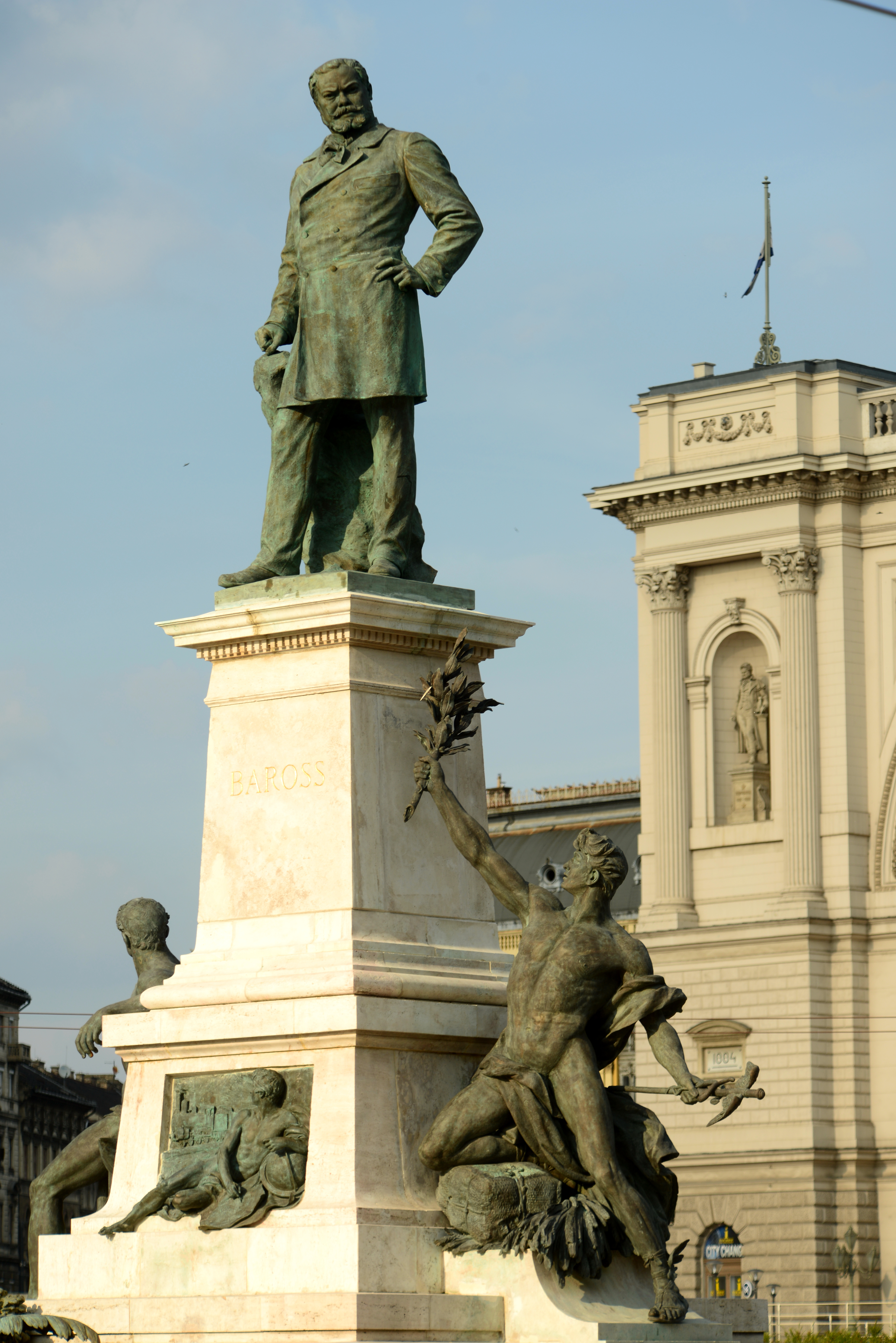
Szobra a Baross téren (Szécsi Antal alkotása, 1898)

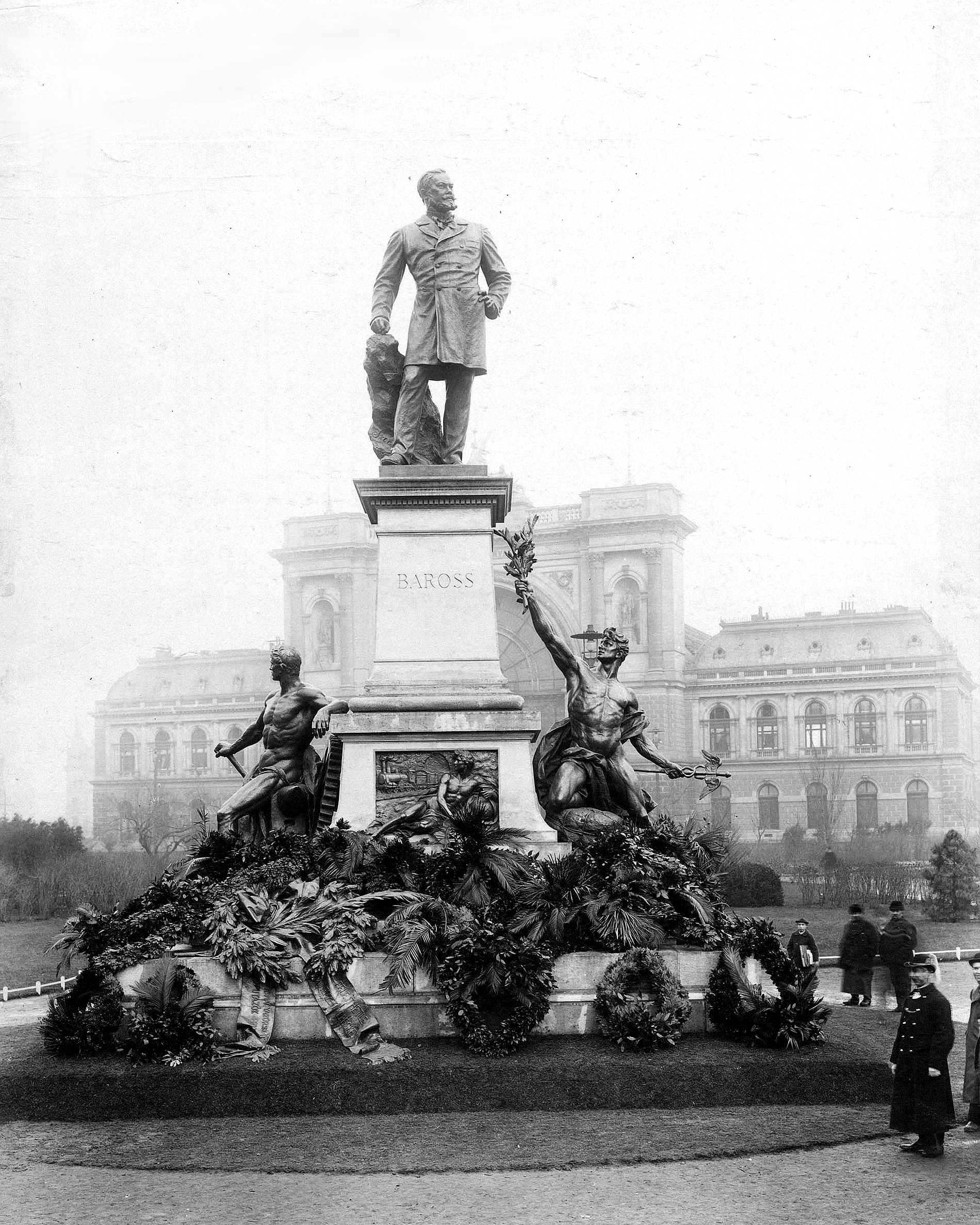
A Baross szobor eredeti helyén, 1900 körül

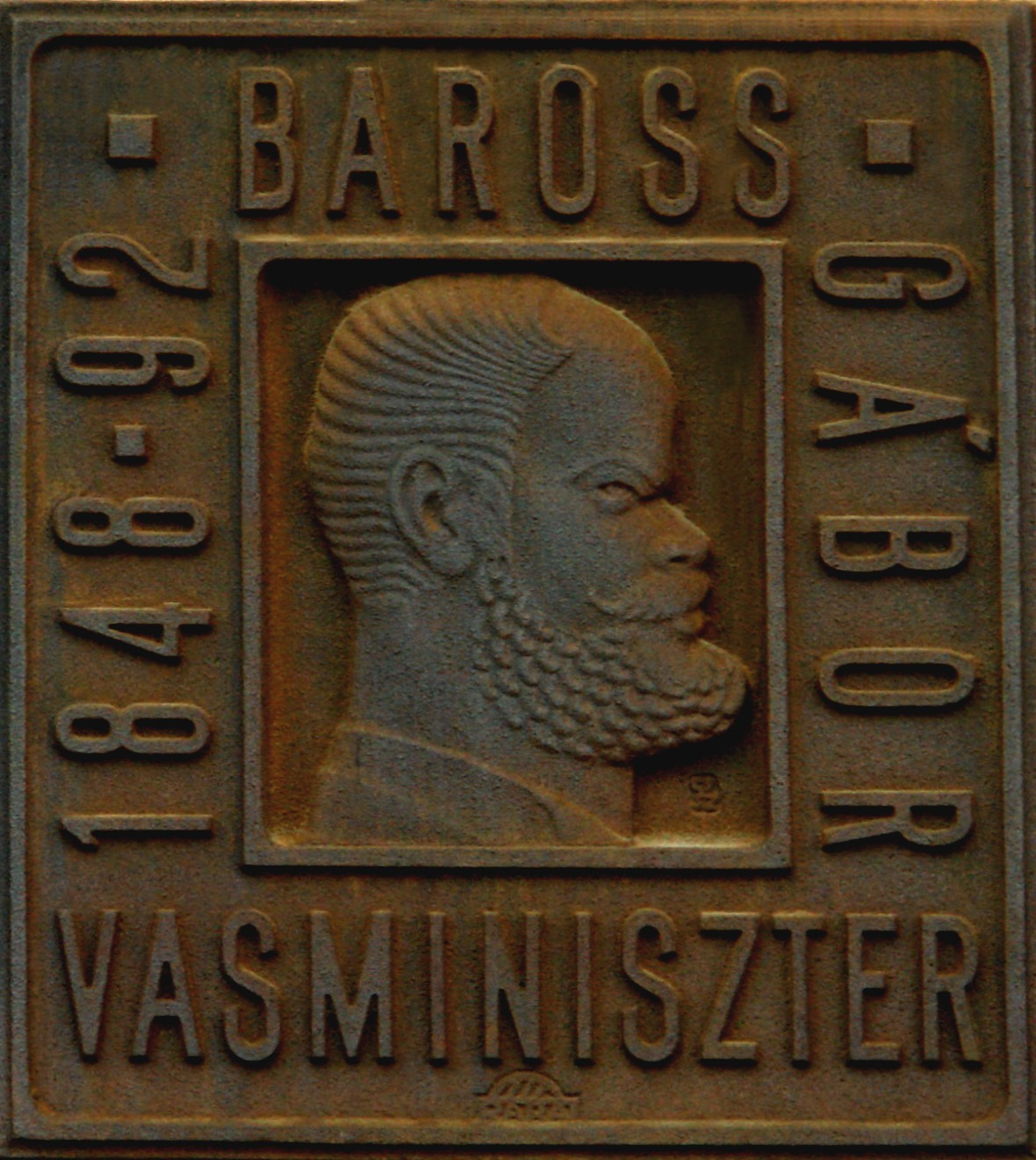
Fém emléktáblája Fiuméban

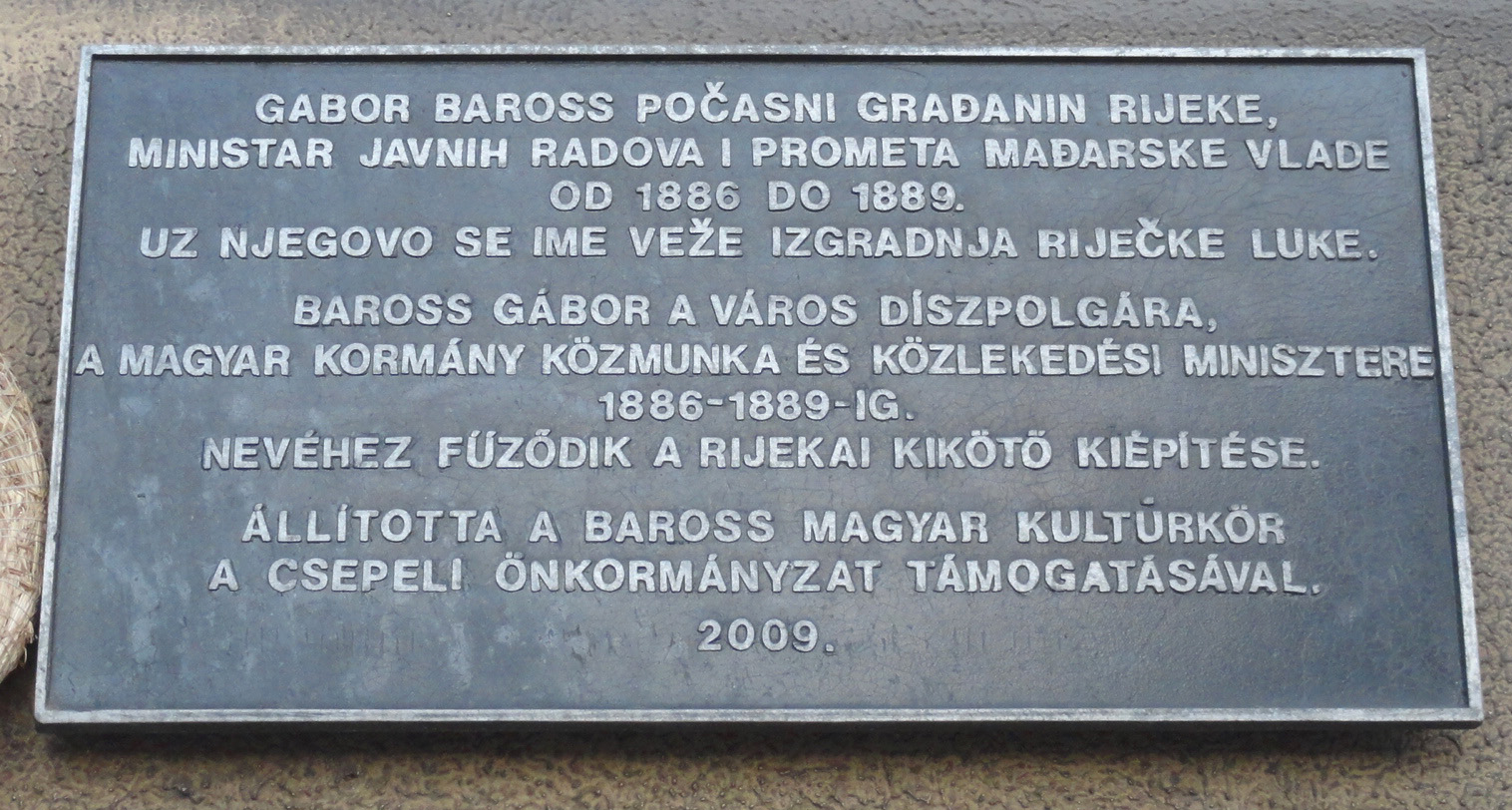
Emléktáblája a fiumei kikötőben

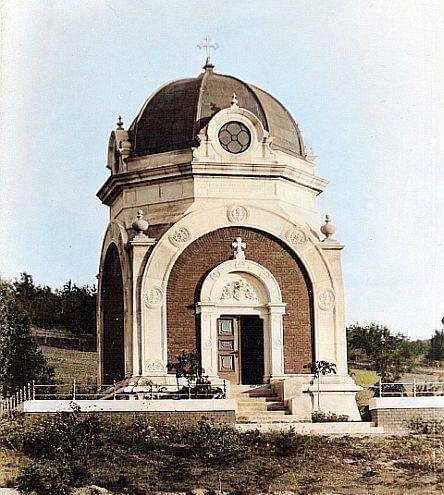
Nyughelye (Klobusic, Szlovákia)

- 1898-ban a Keleti pályaudvar előtti, róla elnevezett téren felállították bronzszobrát, Szécsi Antal alkotását, amely ma, többszöri áthelyezése után, eredeti helyén áll.
- 1998-ban születésének 150. évfordulója alkalmából Győr közgyűlése ezüst emlékérmet bocsátott ki, amelyet Lebó Ferenc készített.[forrás?]
- Halála után Budapesten több utcát és teret neveztek el róla, ezek közül ma is nevét viselik:
  - Baross utca (III. kerület)
  - Baross utca (IV. kerület, Újpest)
  - Baross tér (VII. – VIII. kerület)
  - Baross utca (VIII. kerület)
  - Baross Gábor utca (XVI. kerület, Mátyásföld)
  - Baross utca (XVI. kerület, Rákosszentmihály)
  - Baross utca (XVII. kerület, Rákoshegy)
  - Baross utca (XVIII. kerület, Pestszentlőrinc)
  - Baross utca (XIX. kerület)
  - Baross utca (XX. kerület)
  - Baross utca (XXI. kerület)
  - Baross utca (XXII. kerület)
  - Baross Gábor telep (XXII. kerület)
- Az ország többi részében:
  - Baross utca (Debrecen)
  - Baross utca (Győr)
  - Baross utca (Mohács)
  - Baross utca (Siófok)
  - Baross utca (Szentes)
  - Baross utca (Zalaegerszeg)
  - Baross utca (Hajdúszoboszló)
  - Baross Gábor utca (Kaposvár)
  - Baross Gábor utca (Siklós )
  - Baross Gábor-lakótelep (Dorog)
- Oktatási intézmények:
  - Baross Gábor Közgazdasági és Két Tanítási Nyelvű Szakközépiskola (Győr)
  - Baross Gábor Közlekedési és Postaforgalmi SZKI (Miskolc)
  - Baross Gábor Kollégium (BME Közlekedésmérnöki és Járműmérnöki Kar kollégiuma)
  - Baross Gábor Középiskola, Szakiskola és Kollégium (Debrecen)
  - Baross Gábor Középiskola és Szakiskola (Siófok)
  - Baross Gábor Általános Iskola (Budapest, XXII. kerület)
  - Baross Gábor Általános és Szakmunkás-képző Iskola (Budapest, XX. kerület)
  - Szolnoki Műszaki Szakközép- és Szakiskola Baross Gábor Gépipari, Közlekedési Tagintézmény
  - Baross Gábor Általános Iskola (Budapest, VII. kerület)
- Szülőfaluja a Barossháza nevet vette fel a tiszteletére.
- A Baross Gábor-díj a közlekedés érdekében végzett kimagasló, példamutató tevékenység, továbbá életmű elismeréséért adható legmagasabb szintű, az innovációért és technológiáért felelős miniszter által adományozható elismerés.[8]

## Elismerése
- 1891-ben Budapest díszpolgárává választották.

## Származása
| Baross Gábor (Pruzsina, 1848. jún. 6. – Budapest, 1892. máj. 9.) kereskedelmi miniszter | Apja: Baross Antal (Puchó, 1819. máj. 4. – Illava, 1894. febr. 12) járásbíró                     | Apai nagyapja: Baross János (Pruzsina, 1789. máj. 19. – ?) trencséni főszolgabíró                       | Apai nagyapai dédapja: bellusi Baross Ignác (Fülekkelecsény, 1760. ápr. 28. – ?)          |
| Baross Gábor (Pruzsina, 1848. jún. 6. – Budapest, 1892. máj. 9.) kereskedelmi miniszter | Apja: Baross Antal (Puchó, 1819. máj. 4. – Illava, 1894. febr. 12) járásbíró                     | Apai nagyapja: Baross János (Pruzsina, 1789. máj. 19. – ?) trencséni főszolgabíró                       | Apai nagyapai dédanyja: szentmiklósi és óvári Pongrácz Márta (Rajec, 1759. szep. 22. – ?) |
| Baross Gábor (Pruzsina, 1848. jún. 6. – Budapest, 1892. máj. 9.) kereskedelmi miniszter | Apja: Baross Antal (Puchó, 1819. máj. 4. – Illava, 1894. febr. 12) járásbíró                     | Apai nagyanyja: Lohrer Teréz (Hradek, 1801. szept. 18. – ?)                                             | Apai nagyanyai dédapja: n.a.                                                              |
| Baross Gábor (Pruzsina, 1848. jún. 6. – Budapest, 1892. máj. 9.) kereskedelmi miniszter | Apja: Baross Antal (Puchó, 1819. máj. 4. – Illava, 1894. febr. 12) járásbíró                     | Apai nagyanyja: Lohrer Teréz (Hradek, 1801. szept. 18. – ?)                                             | Apai nagyanyai dédanyja: n.a.                                                             |
| Baross Gábor (Pruzsina, 1848. jún. 6. – Budapest, 1892. máj. 9.) kereskedelmi miniszter | Anyja: szentmiklósi és óvári Pongrácz Natália (Rajec, 1825. nov. 9. – Trencsén, 1916. szept. 9.) | Anyai nagyapja: szentmiklósi és óvári Pongrácz Jusztin József (Rajec, 1783 ápr. – Rajec, 1857. feb. 3.) | Anyai nagyapai dédapja: szentmiklósi és óvári Pongrácz József                             |
| Baross Gábor (Pruzsina, 1848. jún. 6. – Budapest, 1892. máj. 9.) kereskedelmi miniszter | Anyja: szentmiklósi és óvári Pongrácz Natália (Rajec, 1825. nov. 9. – Trencsén, 1916. szept. 9.) | Anyai nagyapja: szentmiklósi és óvári Pongrácz Jusztin József (Rajec, 1783 ápr. – Rajec, 1857. feb. 3.) | Anyai nagyapai dédanyja: ledenici Ugronovics Julianna                                     |
| Baross Gábor (Pruzsina, 1848. jún. 6. – Budapest, 1892. máj. 9.) kereskedelmi miniszter | Anyja: szentmiklósi és óvári Pongrácz Natália (Rajec, 1825. nov. 9. – Trencsén, 1916. szept. 9.) | Anyai nagyanyja: alfalvi Fogarassy Jozefa (Nagyszombat, 1796. márc. 16. – ?)                            | Anyai nagyanyai dédapja: alfalvi Fogarassy Gábor                                          |
| Baross Gábor (Pruzsina, 1848. jún. 6. – Budapest, 1892. máj. 9.) kereskedelmi miniszter | Anyja: szentmiklósi és óvári Pongrácz Natália (Rajec, 1825. nov. 9. – Trencsén, 1916. szept. 9.) | Anyai nagyanyja: alfalvi Fogarassy Jozefa (Nagyszombat, 1796. márc. 16. – ?)                            | Anyai nagyanyai dédanyja: Matinecz Brigitta                                               |